# Ève Joly
Pour les articles homonymes, voir Joly.
Ève Joly est une lutteuse française.
Aux Championnats d'Europe, elle remporte la médaille de bronze en lutte féminine dans la catégorie des moins de 50 kg en 1988 à Dijon.